# Kom (Balkan)
Kom (Bulgaars: Ком) is een berg in Bulgarije, gelegen in het westelijke Balkangebergte, nabij de grens met Servië. De hoogste top is 2016 meter hoog, en daar is een herdenkingsteken voor de Bulgaarse dichter Ivan Vazov die, geïnspireerd door de berg, het gedicht On Kom schreef. Een tweede top, de Mali Kom (kleine Kom), 3 km ten oosten van de hoogste top, is maar enkele meters lager. De beide toppen zijn gescheiden door een hoog zadel. 
Op de Kom begint de bergwandelroute Kom–Emine-weg, een 650 kilometer lange uitgezette wandelroute die deel uitmaakt van de Europese Wandelroute E3.
De berg heeft zijn naam gegeven aan een tweetal berghutten. De oudste is afgebrand; de jongere van de twee ligt op ongeveer 1500 meter hoogte aan de weg en de wandelroute van de stad Berkovica naar Mali Kom. De klim van Berkovica naar de berghut is 8 km lang, overwint een hoogteverschil van 1100 meter en duurt naar schatting 3 uur en 30 minuten. 

## Beklimming
Er zijn verscheidene routes naar de top. Vanuit de berghut Kom is de top in twee uur te bereiken, en vanuit de hut op de pas Petrohan in drie à vier uur, maar ook vanuit de omliggende dorpen Komshtitsa en Gintsi.